# 安庆师范大学校友列表
本列表收录在安庆师范大学学习过的知名人物。列表将人物粗分为数大类，并遵循各类人物不重叠的原则进行编辑。

## 学界
- 许宇鸿：现任西南交通大学聚变科学与技术研究所所长。国家“千人计划”专家。（86届物理系）
- 邢献然：现任北京科技大学冶金与生态工程学院教授。国务院学位委员会学科评议组成员（召集人），国家杰出青年科学基金获得者，“长江学者”特聘教授，英国皇家化学会会士。（88届化学系）
- 周东美：现任中国科学院南京土壤研究所研究员。国家杰出青年科学基金获得者。（91届化学系）
- 朱晓晴：现任南开大学化学学院教授。国家杰出青年科学基金获得者。（81届化学系）
- 虞克明：现任英国布鲁内尔大学数学系教授、系主任。英国皇家统计学会会士。（81届数学系）
- 王文中：现任中国科学院上海硅酸盐研究所研究员。中国科学院“百人计划”入选者。（93届化学系）
- 王根水：现任中国科学院上海硅酸盐研究所研究员。中国科学院“百人计划”入选者。（95届化学系）
- 童鹏：现任中国科学院固体物理研究所研究员。中国科学院“百人计划”入选者。（02届物理系）
- 胡先罗：现任华中科技大学材料科学与工程学院教授。教育部“新世纪优秀人才支持计划”入选者，国家优秀青年科学基金获得者，“长江学者奖”青年学者。（99届化学系）
- 刘公祥：现任南京大学人力资源处副处长。国家优秀青年科学基金获得者。（00届数学系）
- 石金水：现任中国工程物理研究院研究员。国家科技进步奖一等奖获得者。（86届物理系）
- 任吉存：现任上海交通大学化学化工学院特聘教授。教育部自然科学一等奖获得者。（81届化学系）
- 金贤敏：现任上海交通大学物理与天文学院特别研究员。国家“青年千人计划”入选者。（03届物理系）
- 章名田：现任清华大学化学系副教授。国家“青年千人计划”入选者。（03届化学系）
- 郭业才：现任南京信息工程大学电子与信息工程学院副院长。全国百篇优秀博士学位论文奖获得者。（86届物理系）
- 严三九：现任上海大学新闻与传播学院院长。国家社科基金重大项目首席专家，教育部“新世纪优秀人才支持计划”入选者。（文学院）
- 刘金源：现任南京大学历史学院教授。教育部“新世纪优秀人才支持计划”入选者。（93届历史系）
- 侯宣继：现任华中师范大学数学与统计学院教授。教育部“新世纪优秀人才支持计划”入选者。（02届数学系）
- 龚静鸣：现任华中师范大学化学学院教授。教育部“新世纪优秀人才支持计划”入选者。（99届化学系）
- 洪波：现任首都师范大学文学院教授。教育部“新世纪优秀人才支持计划”入选者。（83届中文系）
- 罗家融：现任东华大学理学院教授。国家973项目负责人。（82届物理系）
- 吴福朝：现任中国科学院自动化研究所模式识别国家重点实验室研究员。国家863项目主持人。（81届数学系）
- 胡义华：现任广东工业大学物理与光电工程学院教授。教育部教学指导委员会委员。（81届物理系）
- 陆建华：现任安徽大学哲学系教授。享受国务院特殊津贴专家。（92届历史系）
- 金星：现任英国华威大学商学院副教授。（83届数学系）

## 政界
- 刘江：曾任新华社副总编辑。（82届外语系）
- 方春明：现任广西壮族自治区人民政府副主席。（86届政教系）
- 陈刚：曾任江苏省体育局局长。（83届数学系）
- 方晓利：现任安徽省委网信办主任。（85届政教系）
- 姜明：现任安徽省司法厅厅长。（86届）
- 金燕：曾任安徽省教育厅巡视员。（84届中文系）
- 桂生：现任北京市委组织部副部长、市人才工作局局长。（中文专业）
- 汪谦慎：现任安徽省淮南市委常委、市政府副市长。（86届外语系）
- 朱先明：现任安徽省淮北市政协副主席。（86届外语系）

## 教育界
- 章必功：曾任深圳大学校长。（81届中文系）
- 曹杰旺：现任淮南师范学院院长。（82届外语系）
- 曹友谊：现任华东师范大学党委副书记、纪委书记。（90届化学系）
- 张群：现任安庆师范大学副校长。（81届化学系）
- 方兴：现任铜陵职业技术学院党委书记。（82届物理系）
- 李麟书：现任安徽国防科技职业学院院长。（84届物理系）
- 梁赤民：现任中赞职业技术学院院长。（81届外语系）
- 庞定亚：现任芜湖一中校长。全国劳动模范，享受国务院特殊津贴专家。（84届化学系）
- 唐晓发：现任浮山中学校长。安徽省人大代表。（87届物理系）

## 企业界
- 肖玉火：现任安徽铁通总经理、党委书记。（86届物理系）
- 孙涛勇：现任微盟集团董事长。（10届教育技术系）
- 王宇航：现任中工国际工程股份有限公司副总经理。（95届化学系）
- 何志奇：现任比亚迪采购部总经理。（95届化学系）
- 伍先运：现任美国埃克森美孚石油公司首席科学家。（86届物理系）